# Trichomanes steyermarkii
Trichomanes steyermarkii là một loài thực vật có mạch trong họ Hymenophyllaceae. Loài này được P.G. Windisch & A.R. Sm. miêu tả khoa học đầu tiên năm 1990.